# Eparchie Mileševa
 Het bisdom van Mileševa (Servisch: Епархија милешевска, Eparhija Mileševska) is een eparchie, een district van de Servisch-Orthodoxe Kerk. Het bisdom bevindt zich in het zuidwesten van Servië en het noorden van Montenegro en is gevestigd in Prijepolje, in het klooster Mileševa.

## Geschiedenis

### Stichting van de eparchie
De eparchie is gevestigd in de vallei van de Limrivier en heeft zijn oorsprong in het Mileševaklooster dat in de eerste helft van de 13e eeuw daar werd gebouwd. De eparchie is vaak van naam veranderd, maar had altijd zijn zetel in het klooster. 
Over de instelling van de metropool Mileševo is weinig bekend. Een metropoliet of bisschop van Mileseva, waarvan de naam niet bekend is, kroonde ban Tvrtko I van Bosnië in 1377 als Servisch en Bosnisch koning. De eerste metropoliet waarvan we de naam kennen, is David; hij diende van 1466 tot 1470. Hij had een nauwe relatie met hertog Stjepan Vukčić Kosača en zijn zoons. "Toen hertog Kosača zijn testament opstelde, was David, metropoliet van Mileseva, degene die schreef en getuige was bij de ondertekening."
Nadat David metropoliet van Mileseva was geweest, kregen zijn opvolgers de titel Metropoliet van Herzegovina Milesevo, mogelijk wegens de invloed en nabijheid van Herzegovina.

### Herstel van de eparchie Mileševa
De eerste aanzet tot herstel van de eparchie was het uitbreiden van de titel "Bisschop van Budimlja" tot "Bisschop van Budimlje-Polimski". Dit gebeurde na de Tweede Wereldoorlog; deze situatie duurde slechts tien jaar. 
Uiteindelijk werd in 1992 de Eparchie Mileševa gevormd uit het westelijk deel van de regio Raška, een deel van Polimlje en Potarje in Montenegro. De bisschoppen die vanaf 1992 hebben dienst gedaan waren Georgije Đokić (1992-1994), Vasilije Veinović (1994-1997) en Filaret Mićević (1999-2015). De periode van Filaret werd gekenmerkt door een belangrijke restauratie van het klooster Mileševa en het bouwen van 16 nieuwe kerken in het bisdom. In 2017 werd Athanasius Rakita tot bisschop benoemd.
In het bisdom staan een 13-tal kloosters, waaronder naast Mileševa het Klooster van de Heilige Drie-eenheid.